# Mon nom est Pécos
Pour plus de détails, voir Fiche technique et Distribution.
Mon nom est Pécos (titre original : 2 once di piombo) est un film italien de Maurice A. Bright sorti en 1966.

## Synopsis
Sur la route du village de Huston, le jeune mexicain Pécos Martinez fait la connaissance de Break. Ce propriétaire de la somme de 80 000 Dollars cache son magot dans un tonneau qui est aussitôt déposé dans le Saloon. Mais peu après, Break est abattu par le gang de Joe Kline qui veut s'emparer du butin. Persuadé que Pécos sait où se trouve le tonneau, Kline le fait retrouver, torturer puis avouer la cachette du précieux objet. Survivant à ses blessures, Pécos fait tout pour arriver au Saloon avant les voyous...

## Fiche technique
- Titre original : 2 once di piombo
- Titre anglophone : My name is Pecos (vidéo)
- Réalisation : Maurice A. Bright
- Scénario et histoire : Adriano Bolzoni
- Directeur de la photographie : Franco Villa
- Montage : Anna Amedei
- Musique : Lallo Gori
- Costumes : Mila Valenza
- Décors : Demofilo Fidani
- Production : Franco Palombi et Gabriele Silvestri
- Genre : Western spaghetti
- Pays :  Italie
- Durée : 83 minutes
- Date de sortie :
  -  Italie : 22 décembre 1966
  -  Allemagne de l'Ouest : 23 juin 1967

## Distribution
- Robert Woods (VF : Alain Nobis) : Pécos Martinez
- Norman Clark (VF : Armand Mestral) : Joe Kline
- Lucia Modugno (VF : Jane Val) : Mary Berton
- Peter Carsten (VF : Yves Massard) : Steve
- Louis Cassel (VF : Jean Clarieux) : Eddie
- Cristina Josani (VF : Sophie Leclair) : Lola
- Giuliano Raffaelli (VF : Claude Bertrand) : Dr Berton
- Morris Boone (VF : Georges Poujouly) : Ned
- Umi Raho (VF : Bernard Musson) : Morton
- Corinne Fontaine : Nina
- Gigi Montefiori (VF : Pierre Garin) : l'homme de main de Kline aux bretelles
- Gino Barbacane (VF : Michel Gudin) : Bud, un homme de Kline

## Suite
Le film connût une suite, Pécos tire ou meurt, sorti l'année suivante.